# Black Velvet (singolo)
Black Velvet è un singolo della cantante canadese Alannah Myles, pubblicato il 26 luglio 1989 come secondo estratto dal primo album in studio Alannah Myles, composto da David Tyson, Christopher Ward e la Myles.
Il brano è il più conosciuto della cantante e nel 1990 le fece vincere il Grammy Award for Best Female Rock Vocal Performance (per la migliore esecuzione rock vocale femminile) e l'MTV Video Music Award al miglior artista esordiente.

## Storia e significato
La canzone è un inno a Elvis Presley, alla sua voce inconfondibile che all'epoca era indicata come "velluto nero" (da cui il titolo). Il coautore Christopher Ward, allora fidanzato della Myles, trasse ispirazione nel 1987 durante un viaggio in autobus, pieno di fan di Elvis, diretti a Memphis per partecipare alla veglia per il decimo anniversario a Graceland. Ward al suo ritorno in Canada, presentò la sua idea del brano a Myles e al produttore David Tyson, il quale scrisse gli accordi per il bridge. Myles presentò il brano all'Atlantic Records e alla fine firmò un contratto con l'etichetta.
La cantautrice Valentina Gautier ne ha inciso una versione in lingua italiana intitolata Hey tu.

## Curiosità
- La canzone è presente nel videogioco Grand Theft Auto V, nella stazione radio Los Santos Rock Radio.